# Vargas (Bundesstaat)
Vargas ist  ein Bundesstaat Venezuelas, benannt nach dem ersten nicht-militärischen Präsidenten des Landes, José María Vargas, der in der Stadt La Guaira geboren wurde. 2019 wurde der Staat umbenannt in La Guaira, nach seiner Hauptstadt La Guaira. Die Umbenennung ist umstritten.

## Geschichte
Am 29. Juni 1589 gründete Don Diego de Osorio y Villegas die Siedlung San Pedro de la Guaria, aus der sich das heutige La Guaira entwickelte. In der Folge gelangte der Hafen recht schnell zu Reichtum, da über ihn große Teile des Hinterlandes mit Waren versorgt wurden und immer noch werden. Dieser Reichtum zog natürlich Piraten und Freibeuter an; trotz der strategisch wichtigen Position konnten diese die Stadt mehrfach plündern und verwüsten. 
Ab 1825 gehörte La Guaira zur Provinz von Caracas. Im Jahre 1850 wurde Maiquetía gebildet. 1864 schließlich wurden La Guaira und Maiquetía zu einem Distrikt zusammengeschlossen. 1872 wurde der Bundesdistrikt gebildet, der 1904 wieder in zwei Teile aufgeteilt wurde, von denen einer der Vargasdistrikt war. 1986 wurde Vargas zum unabhängigen Stadtbezirk deklariert, der aber noch Teil des Bundesdistrikts blieb. 1998 wurde hier dann der 23. Bundesstaat Venezuelas geschaffen.

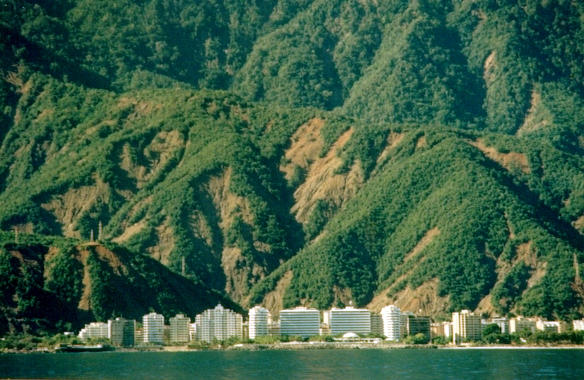
Vargas nach der Katastrophe von 1999

Am 15. Dezember 1999 erlitt der mittlere Teil Vargas’ eine schwere Flutkatastrophe mit Erdrutschen, bekannt als „La Tragedia“ (die Tragödie). Große Teile der Bevölkerung flohen, wobei mehrere Kleinstädte praktisch völlig verlassen wurden. Zehntausende Menschen kamen um, zwei Drittel der Bevölkerung des Staates mussten evakuiert werden. Es regnete in 24 Stunden so viel wie normalerweise in zwei Jahren.
Im Juni 2019 wurde der Bundesstaat nach seiner Hauptstadt in La Guaira umbenannt. Diese Umbenennung ist allerdings umstritten.

## Geografie
Der Staat liegt im Norden des Landes und grenzt im Westen an Aragua, im Osten an Miranda, an den Hauptstadtdistrikt im Süden und im Norden an die Karibische See.
Die Geologie des Staates entspricht der des gesamten Küstengebirges. Das Relief des Bundesstaates wird durch einen schmalen Küstenstreifen von etwa 160 Kilometer Länge gebildet, der steil zum Meer hin abfällt. Es gibt Erhebungen, die über die 2000-Meter-Marke hinausragen, höchster Berg ist der Pico Naiguatá mit 2765 Meter ü. NN.
Das Klima ist tropisch-warm. Die jährliche Durchschnittstemperatur schwankt zwischen 25,6 °C und 27 °C. Laut der klimatischen Klassifikation von Köppen ist dies Steppenklima, das von Trockenheit charakterisiert wird, da die Verdunstung den Niederschlag überwiegt. Der jährliche Niederschlag schwankt zwischen 900 und 1530 mm.

## Vegetation
Die tropisch-trockenen Wälder formen einen parallel zur Küste verlaufenden Streifen, in dem Spezies wie Mesquiten, Caesalpinia coriaria, Tabebuia, Bursera simaruba, Ceiba und Hura crepitans leben.

## Verwaltungsgliederung
Der Staat besteht aus einem Municipio, das den ganzen Bundesstaat umfasst, und dieses wiederum aus elf Parroquias. Die Gesamtfläche beträgt 1497 km². 
- Caraballeda
- Carayaca
- Carlos Soublette (Maiquetía)
- Caruao (La Sabana)
- Catia La Mar
- El Junco
- La Guaira
- Macuto
- Maiquetía
- Naiguatá
- Raul Leoni (Catia La Mar)

## Bevölkerung
Im Bundesstaat leben nach Schätzungen für 2007 332.000 Einwohner, 1990 waren es noch 280.439. Die Bevölkerung verteilt sich wie folgt auf die Bezirke:
- La Guaira (25.324)
- Catia La Mar (118.466)
- Maiquetía (58.074)
- Caraballeda (35.851)
- Carayaca (29.993)
- Naiguatá (18.576)
- Macuto (13.724)
- Caruao (4.156)

## Recht und Regierung
- Staatsregierung: Die Verfassung von Venezuela legt fest, dass die Regierung in einen exekutiven und einen legislativen Zweig geteilt ist. Den Vorsitz über die Exekutive hat der Gouverneur inne, während die Legislative vom Legislativrat geführt wird. Laut dem 160. Artikel der venezolanischen Verfassung muss der Gouverneur Venezolaner sein, älter als 25 und weltlichen Standes. Er wird für eine Amtszeit von vier Jahren gewählt, dies von einer einfachen Mehrheit. Er kann wiedergewählt werden.
- Stadtregierung: Die venezolanische Verfassung legt fest, dass auch die Stadtverwaltung in einen exekutiven und einen legislativen Zweig geteilt ist. Die Exekutive des Stadtbezirks wird vom Bürgermeister geleitet, während die Legislative durch den Stadtrat gebildet wird.

## Wirtschaft

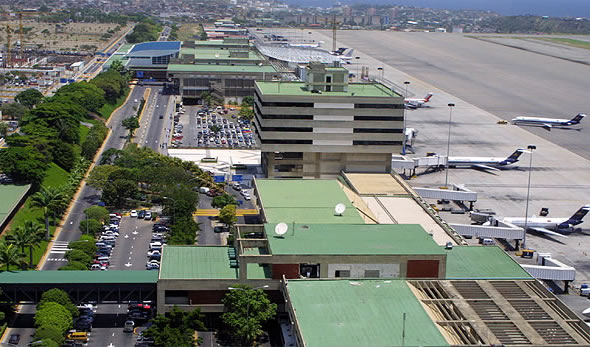
Simon-Bolivar-Flughafen

Die Hauptwirtschaftszentren im Staat sind der Hafen und der Flughafen. Der Bundesstaat investierte vor der Katastrophe von 1999 viel Geld in Wohngebiete, gesellschaftliche Vereine, Hotels, Restaurants und andere Einrichtungen. Mit der Tragödie von 1999 sind viele dieser Investmentzweige niedergegangen, das Land hat an Wert verloren und viele Vereine sind verschwunden.
Der Hafen von La Guaira ist der zweitgrößte Hafen von Venezuela, was Ladungsvolumen betrifft, und bildet das Hauptportal, über das sehr viele Konsumgüter ins Land kommen, die für Caracas und die Bundesstaaten La Guaira/Vargas, Miranda und Aragua bestimmt sind.
Der internationale Flughafen Aeropuerto Internacional de Maiquetía Simón Bolívar in Maiquetía liegt etwa 21 Kilometer von Caracas entfernt. Von der Bevölkerung einfach Maiquetia genannt, ist dies der wichtigste der internationalen Flughäfen in Venezuela. Von hier gehen Flüge in viele wichtige Städte in den USA, der Karibik und Europa ab.

## Tourismus
Von den Höhen des Ávila-Massivs aus kann man die kurvenreiche Küstenlinie der karibischen See betrachten, die von Königspalmen gesäumt ist. Dort befindet sich auf 850 km² der Nationalpark El Ávila, mit Bergnebel. und Regenwäldern, Paramovegetation, sowie einer reichen Avifauna. Einige Kilometer außerhalb von Caracas befinden sich ausgedehnte Strände: Playa Grande, Catia La Mar, Macuto, Caraballeda, El Palmar, Naiguatá und Anare. Eine Straße verbindet Chuspa und andere Dörfer mit Higuerote, im Bundesstaat Miranda.